# O Talassa (periódico)
O Thalassa, semanário crítico de caricaturas foi publicado em Lisboa entre 1913 e 1916 perfazendo um total de 100 números. Com um título polémico, já que a palavra thalassa significa, como os próprios definem, todo aquele que não é correligionário do Sr. Afonso Costa; ou seja, todos aqueles que eram adversos à forma republicana de governo, numa palavra, os monárquicos. No início da sua publicação avisam que não é pretensão sua desafiar ninguém, apenas denunciar, com o humor que domina o jornal, situações que consideram ridículas no governo republicano, ao que chamam sarcasticamente de “funeral alegre”. A par da escrita, sobressai a ilustração, que conduz as caricaturas dos vários personagens do governo republicano ao seu limite humorístico. Fundado pelo trio Jorge Colaço (principal ilustrador), E. Severim de Azevedo (Chrispim) e Alfredo Lamas, conta também com a participação de Guilherme Santos Silva (Alonso) e João Valério na ilustração.